# Plume (Irama)
Plume è il primo EP del cantautore italiano Irama, pubblicato il 1º giugno 2018 dalla Warner Music Italy.

## Tracce
1. Che ne sai – 2:40 (testo: Giuseppe Colonnelli, Filippo Maria Fanti, Giulio Nenna – musica: Andrea Debernardi, Filippo Maria Fanti, Giulio Nenna)
2. Un giorno in più – 3:48 (testo: Giuseppe Colonnelli, Filippo Maria Fanti – musica: Mikael Jarkko Ehnqvist, Matias Veikko Olavi Keskiruokanen, Kalle August Leonard Lindroth)
3. Che vuoi che sia – 3:35 (testo: Giuseppe Colonnelli, Filippo Maria Fanti, Giulio Nenna – musica: Andrea Debernardi, Filippo Maria Fanti, Giulio Nenna)
4. Nera – 2:54 (testo: Giuseppe Colonnelli, Filippo Maria Fanti, Giulio Nenna – musica: Andrea Debernardi, Filippo Maria Fanti, Giulio Nenna)
5. Voglio solo te – 3:28 (testo: Filippo Maria Fanti – musica: Andrea Debernardi, Giulio Nenna)
6. Per sempre – 3:03 (testo: Giuseppe Colonnelli, Filippo Maria Fanti, Giulio Nenna – musica: Andrea Debernardi, Filippo Maria Fanti, Giulio Nenna)
7. Un respiro – 3:43 (testo: Giuseppe Colonnelli, Filippo Maria Fanti – musica: Fausto Cogliati, Giordano Colombo, Filippo Maria Fanti)

## Formazione
- Irama – voce

### Altri musicisti
- Giulio Nenna – chitarra (tracce 3 e 5), pianoforte elettrico (traccia 3), chitarra elettrica (traccia 4), pianoforte (traccia 4)
- Andrea DB Debernardi – batteria (traccia 3), tastiere (traccia 3), basso (tracce 4-6)
- Federico Puppi – violoncello (traccia 3)
- Lancaster Lopes Pinto – contrabbasso (traccia 3)
- Riki Massini – Chitarra (traccia 3)
- Valerio Tufo – Pianoforte (tracce 3 e 5), tastiere (tracce 4 e 6)
- Martino Pini – Chitarra (traccia 4)
- Silvia Adelaide – cori (traccia 4)
- Francesco "Fre" Monti – Chitarra (traccia 6)
- Giulio Neri – Moog (traccia 6)
- Fabio Visocchi – Tastiere (traccia 7), pianoforte (traccia 7)
- Fausto Cogliati – Tastiere (traccia 7)
- Giordano Colombo - Drum Programming (traccia 7)

### Produzione
- Andrea DB Debernardi – produzione (tracce 3-6), mastering (tracce 3-7), missaggio (tracce 3-7), registrazione (tracce 3-4 e 6)
- Giulio Nenna – Produzione (tracce 3-6), registrazione (traccia 5)
- Marco Peraldo – Ingegneria (tracce 3-7)
- Michael Gario – Ingegneria (tracce 3-7)
- Valerio Tufo – Programmazione (tracce 3 e 6), programmazione aggiuntiva (traccia 4)
- Fausto Cogliati – arrangiamento (traccia 7), produzione (traccia 7), programmazione della batteria (traccia 7), registrazione (traccia 7)

## Classifiche

### Classifiche settimanali
| Classifica (2018) | Posizione massima |
| ----------------- | ----------------- |
| Italia            | 1                 |
| Svizzera          | 20                |

### Classifiche di fine anno
| Classifica (2018) | Posizione |
| ----------------- | --------- |
| Italia            | 2         |